# Airag, Dornogovi
Airag (tiếng Mông Cổ: Айраг) là một sum của tỉnh Dornogovi ở miền đông Mông Cổ. Vào năm 2009, dân số của sum là 3.598 người.

## Địa lý
Sum có diện tích khoảng 7.442,58 km2. Trung tâm sum, Tsagaandorolj, nằm cách tỉnh lỵ Sainshand 135 km và thủ đô Ulaanbaatar 330 km.

### Khí hậu
Airag có khí hậu bán khô hạn. Nhiệt độ trung bình hàng năm trong khu vực là 6 °C. Tháng ấm nhất là tháng 7, khi nhiệt độ trung bình là 28 °C và lạnh nhất là tháng 1, với −18 °C. Lượng mưa trung bình hàng năm là 196 mm. Tháng ẩm ướt nhất là tháng 7, với lượng mưa trung bình là 55 mm, và khô nhất là tháng 1, với 2 mm.

## Kinh tế
Sum có một trường học, bệnh viện và trung tâm thương mại.